# История школьной геометрии в России
Историю школьной геометрии в России можно проследить с середины XVII века.

## Предыстория
Сохранилась рукопись «Синодальная № 42», датированная 1625 годом, авторство которой приписывается прибывшему из Англии греку Ивану Елизарьевичу Альбертусу Долмацкому.
Книга является первой попыткой создания российского учебника по геометрии.
Несмотря на то, что автор утверждает, что это перевод, очевидно, рукопись была составлена из нескольких источников и таким образом является оригинальным учебником.
Учебник существенно опережал своё время, но не получил распространения в списках и не мог существенно повлиять на образование в России.
Первый печатный российский учебник по математике «Арифметика» Л. Ф. Магницкого был издан в 1703 году; в нём содержался раздел, посвящённый геометрии.
Первым печатным учебником на русском языке, полностью посвящённым геометрии, была книга «Приёмы циркуля и линейки» Антона Эрнста Буркхарда фон Биркенштейна (1655—1721) — перевод с немецкого Р. В. Брюса, изданный в 1708 году и переизданный два раза с дополнениями. Этот учебник известен также как первая книга, напечатанная гражданским шрифтом.
Первый оригинальный (не переводной) печатный учебник по геометрии, составленный Н. Г. Кургановым, увидел свет в 1765 году.

## Школьная программа
Первые школьные программы по геометрии сложились к середине XIX века.
Выходило множество учебников, как переводных, так и оригинальных.
Из популярных учебников конца XIX века можно упомянуть учебники:
- «Начальная геометрия и конические сечения» Ф. И. Симашко[6], выдержавший 5 изданий к 1876 году;
- «Элементарная геометрия» А. Ю. Давидова[7], впервые изданный в 1863 году и выдержавший 27 изданий к 1907 году;
- «Курс наглядной геометрии» А. Ф. Малинина и Ф. И. Егорова[8] 1873 года, выдержавший только к 1888 году 8 изданий.
- Н. В. Згурский, «Уроки геометрии, прогимназический курс», Кутаис, 1888.

Программа, представленная в учебнике Давидова, развивалась в последующих учебниках, прежде всего в знаменитой «Элементарной геометрии» А. П. Киселёва, первое издание которого вышло в 1892 году.
К началу XX века этот учебник стал очень популярным, он пережил послереволюционные реформы образования, а к 1938 году его вариант под редакцией Н. А. Глаголева стал единственным стабильным учебником советской школы.
В таком статусе учебник оставался до середины 1950-х годов, в это время начался переход на учебник Н. Н. Никитина; этот учебник во многом заимствовал стиль и порядок изложения учебника Киселёва, двигаясь в сторону сокращения и упрощения и бо́льшим упором на практические задачи — традиции, которые можно наблюдать на протяжении развития программы.
Вторая часть («Стереометрия») прослужила в качестве основного учебника до середины 1970-х годов.

## Период академических учебников
В 1972 году, после реформы образования 1970 года, учебник Никитина был заменён на учебник А. Н. Колмогорова, А. Ф. Семеновича и Р. С. Черкасова. Это положило начало периоду так называемых «академических» учебников — учебников, написанных известными математиками (академиками), которые зачастую не были вовлечены напрямую в преподавание математики в школе.
Эти учебники быстро сменяли друг друга.
Сама реформа во многом походила на подобную реформу в США и получила неоднозначную оценку современников и историков: например, Л. С. Понтрягин сравнил ущерб от этой реформы с «огромной общегосударственной диверсией».
С другой стороны, В. А. Воеводский, который обучался по учебнику Колмогорова, отмечал влияние последнего на формирование строгого и точного математического мышления.
Одним из основных новшеств колмогоровского учебника была попытка положить теорию множеств в основу изложения геометрии.
Учебник подвергался критике за тяжеловесные определения, например:

Вектором (параллельным переносом), определяемым парой {\displaystyle (A,B)} несовпадающих точек, называется преобразование плоскости, при котором каждая точка {\displaystyle M} отображается на такую точку {\displaystyle M_{1}}, что луч {\displaystyle MM_{1}} сонаправлен с лучом {\displaystyle AB} и расстояние {\displaystyle |MM_{1}|} равно расстоянию {\displaystyle |AB|}.

От учебника отказались в 1978 году (когда школьники, начавшиеся обучаться по новой программе, стали поступать в высшие учебные заведения).
10 мая 1978 года Бюро Отделения математики АН СССР издало постановление, где, в частности, говорилось следующее:

1. Признать существующее положение со школьными программами и учебниками по математике неудовлетворительным как вследствие неприемлемости принципов, заложенных в основу программ, так и в силу недоброкачественности школьных учебников.
2. Считать необходимым принять срочные меры к исправлению создавшегося положения, широко привлекая, в случае необходимости, ученых-математиков, сотрудников АН СССР, к разработке новых программ, созданию и рецензированию новых учебников.
3. Ввиду создавшегося критического положения в качестве временной меры рекомендовать рассмотреть возможность использования некоторых старых учебников.

В 1982 году обучение началось по существенно менее «реформистскому» учебнику А. В. Погорелова, написанному в конце 1960-х годов.
Кратковременно использовался учебник В. Г. Болтянского и И. М. Яглома, созданный с бо́льшим упором на преобразования плоскости, но быстро отменен Министерством просвещения как непригодный для массовой школы.

## Современные учебники
В настоящее время в большинстве школ используются следующие учебники:
- А. Д. Александрова, А. Л. Вернерa, В. И. Рыжикa;
- Л. С. Атанасянa, В. Ф. Бутузовa, С. Б. Кадомцевa, Э. Г. Познякa и И. И. Юдины;
- И. Ф. Шарыгина;
- В. Ф. Бутузова, С. Б. Кадомцева, В. В. Прасолова;
- А. Г. Мерзляка, В. Б. Полонского, М. С. Якира.

## Факультативные учебники
Первым печатным специализированным учебником по геометрии на русском языке была книга Д. Д. Ефремова «Новая геометрия треугольника», изданная в 1902 году и переизданная в 2015 году.
Вторым специализированным учебником стала книга С. И. Зетеля «Новая геометрия треугольника», изданная в 1940 году и переизданная в 1962 году, которая значительно уступала книге Д. Ефремова по охвату материала, однако была написана современным русским языком.
В дальнейшем выходил ряд специализированных учебников по геометрии, среди которых наиболее полными были учебники по геометрии Я. П. Понарина.
Также задачники И. Ф. Шарыгина,
В. В. Прасолова и А. В. Акопяна.

## Авторы учебников
Авторы учебников по геометрии, упорядоченные по году рождения:
- Иван Елизарьевич Альбертус Долмацкий (XVII век, 1622—1640/49)[25]
- Курганов, Николай Гаврилович (XVIII век)
- Назаров, Степан Иванович (1727—?)
- Крафт, Логин Юрьевич (1743—1814)
- Розин, Михаил Васильевич (1767—после 1814)
- Погорельский, Платон Николаевич (1800—1852)
- Остроградский, Михаил Васильевич (1801—1862)
- Симашко, Франц Иванович (1817—1892)
- Давидов, Август Юльевич (1823—1886)
- Малинин, Александр Фёдорович (1835—1888)
- Егоров, Фёдор Иванович (1845—1915)
- Глаголев, Александр Николаевич (1851—1906)
- Киселёв, Андрей Петрович (1852—1940)
- Попруженко, Михаил Григорьевич (1854—1917)
- Ефремов, Дмитрий Дмитриевич (1859—1912)
- Миронов, Павел Миронович (1861—1921)
- Извольский, Николай Александрович (1870—1938)
- Рашевский, Константин Николаевич (1874—1956)
- Гурвиц, Юлий Осипович (1882—1953)
- Гангнус, Рудольф Вильгельмович (1883—1949)
- Никитин, Николай Никифорович (1885—1966)
- Глаголев, Нил Александрович (1888—1945)
- Зетель, Семён Исаакович (1896—1977)
- Колмогоров, Андрей Николаевич (1903—1987)
- Барыбин, Константин Сергеевич (1908—1994)
- Александров, Александр Данилович (1912—1999)
- Черкасов, Ростислав Семёнович (1912—2002)
- Погорелов, Алексей Васильевич (1919—2002)
- Семенович, Александр Фёдорович (1920—2009)[26]
- Атанасян, Левон Сергеевич (1921—1998)
- Яглом Исаак Моисеевич (1921—1988)
- Болтянский, Владимир Григорьевич (1925—2019)
- Вернер, Алексей Леонидович (1934—)
- Понарин, Яков Петрович (1934—2008)
- Шарыгин, Игорь Фёдорович (1937—2004)
- Рыжик, Валерий Идельевич (1937—)
- Бутузов, Валентин Фёдорович (1939—2021)
- Кадомцев Сергей Борисович (1952—)[27]
- Прасолов, Виктор Васильевич (1956—)
- Полонский, Виталий Борисович (1957—2019)[28]
- Якир, Михаил Семёнович (1958—)[29]
- Щетников, Андрей Иванович (1963—)
- Мерзляк, Аркадий Григорьевич (1958—)[30]